# Леон Гросс
Леон Гросс (івр. גרוס לאון, нар. 1946) — радянський, пізніше ізраїльський футболіст, що грав на позиції захисника. Відомий за виступами в українських командах радянського класу «Б» «Волинь» та «Буковина», у складі якої був срібним призером чемпіонату УРСР в класі «Б». Після переїзду на історичну батьківщину тривалий час виступав за клуб найвищого ізраїльського дивізіону «Хапоель» з Хайфи, у складі якого ставав володарем Кубка Ізраїлю та призером першості країни.

## Клубна кар'єра
Леон Гросс розпочав свою кар'єру футболіста команди майстрів із виступів за команду радянського класу «Б» «Волинь» із Луцька у 1965 році. Футболіст грав у команді протягом двох років, був одним із основних гравців захисту команди, зігравши у першому сезоні 24 матчі чемпіонату, а в другому сезоні 37 матчів. У 1967 році Леон Гросс перейшов до іншої команди класу «Б» — «Буковини» з Чернівців, де став також одним із футболістів основного складу, проте в середині сезону футболіст отримав запрошення до найсильнішої команди України — київського «Динамо», як і його колишній партнер по «Волині» Мирослав Григорук, проте там грав лише за дублюючий склад та у кінці року повернувся до чернівецької команди. Наступного року Леон Гросс у складі «Буковини» став срібним призером чемпіонату УРСР з футболу, який проводився серед українських команд класу «Б». Леон Гросс виступав у складі «Буковини» до 1972 року, і надалі був одним із основних гравців захисту клубу.
На початку 1973 року Леон Гросс виїхав на свою історичну батьківщину — Ізраїль. На «Землі обітованій» футболіст виступав у клубі найвищого ізраїльського дивізіону «Хапоель» з Хайфи. У складі команди у сезоні 1973—1974 років Леон Гросс став володарем Кубка Ізраїлю. У 1974 році у складі команди Гросс грав у Суперкубку Ізраїлю, проте «Хапоель» поступився у ньому «Маккабі» з Нетаньї. Наступні два сезони Леон Гросс ставав бронзовим призером чемпіонату Ізраїлю(). Гросс виступав на футбольних полях до 1980 року. Після закінчення кар'єри гравця Леон Гросс кілька років входив до тренерського штабу клубу «Бейтар» з Єрусалима.

## Титули і досягнення
- Володар Кубка Ізраїлю (1):

Хапоель (Хайфа): 1973–1974